# Resolución 42 del Consejo de Seguridad de las Naciones Unidas
La Resolución 42 del Consejo de Seguridad de las Naciones Unidas, adoptada el 5 de marzo de 1948, pidió a los miembros permanentes del Consejo que consultaran e informaran sobre la situación en Palestina y que hicieran recomendaciones a la Comisión Palestina de las Naciones Unidas. La Resolución también apeló a todos los gobiernos y pueblos, en particular a los que están alrededor de Palestina, a que ayuden a la situación de cualquier manera posible.
La resolución fue aprobada con ocho votos a favor, ninguno en contra y abstenciones de Argentina, Siria y el Reino Unido.